# Anticipating
Az "Anticipating" Britney Spears amerikai énekesnő egyik dala a harmadik stúdióalbumáról, a Britney-ről. A dalt Britney, Brian Kierulf és Josh Schwartz írta, utóbbi kettő volt a producer is. 2002 június 24-én jelent meg kislemezként, csak Franciaországban. A dal a  francia kislemezlista 38. helyéig jutott. Britney előadta a dalt a Dream Within a Dream Tour koncertjein, illetve a Toyota Vios reklámhoz is ezt a számot használták.

## Slágerlistás helyezések
| Slágerlista (2002)             | Legmagasabb helyezés |
| ------------------------------ | -------------------- |
| Franciaország (Single Top 100) | 38                   |

## Dallista
| - CD maxi kislemez 1. "Anticipating" — 3:16 2. "I’m Not a Girl, Not Yet a Woman" (Metro Remix) — 5:25 3. "Overprotected" (Darkchild Remix) — 3:20 | - Vynil (The French Remixes) 1. "Anticipating" (Remix by Alan Braxe) — 4:07 2. "Anticipating" (Remix by Alan Braxe) — 1:27 3. "Anticipating" (Antoine Clamaran Club Mix) — 6:25 4. "Anticipating" (Antoine Clamaran Instru Mix) — 6:25 5. "Anticipating" (PK'Chu & RLS' Sweet & Sour Mix) — 5:58 6. "Anticipating" (PK'Chu & RLS' Hard & Sexy Mix) — 5:43 7. "Anticipating" (PK'Chy & RLS' Hard & Sexy Dub Mix) — 5:43 |